# Ну-утеле

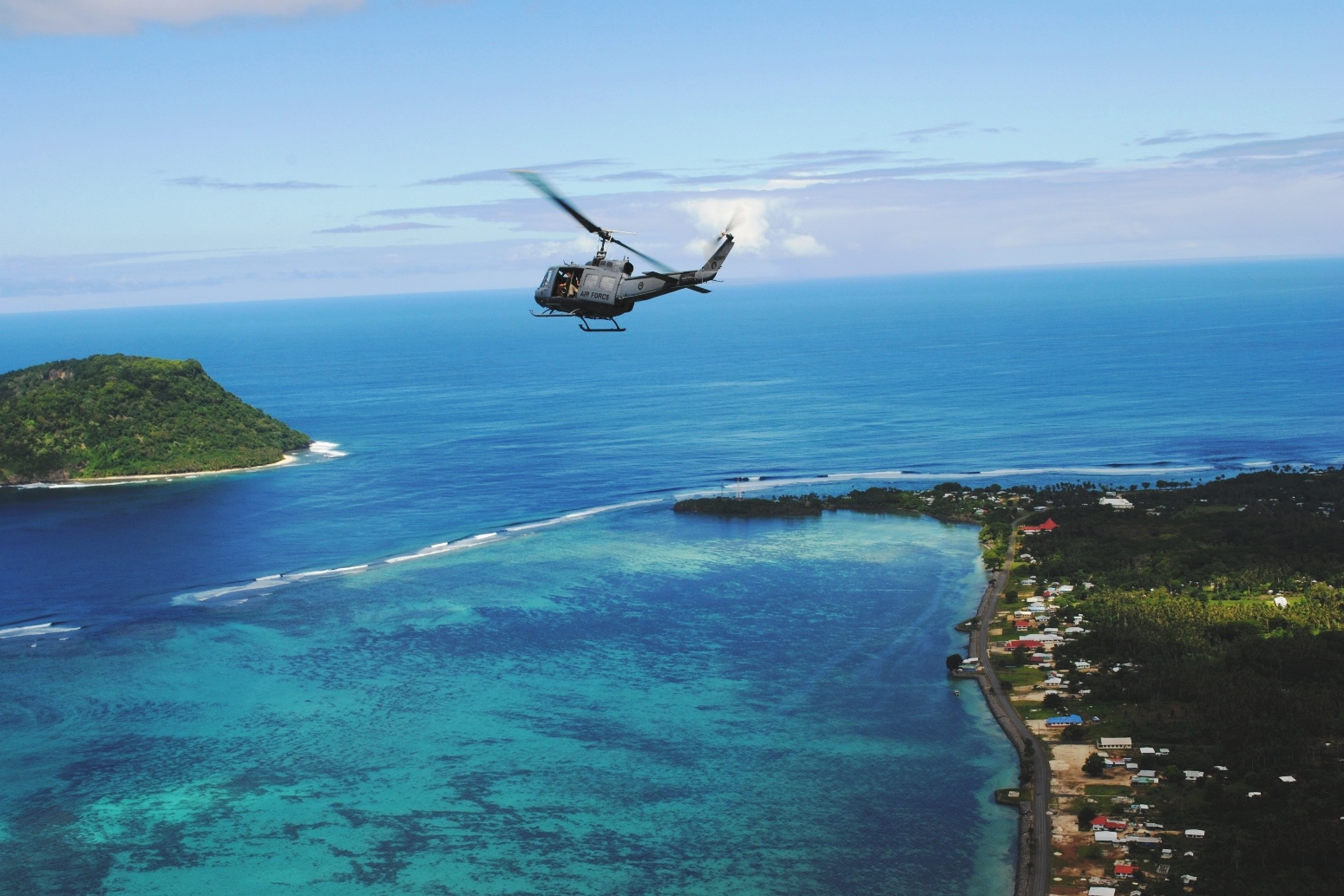
Ну'утеле (ліворуч), вид з неба.

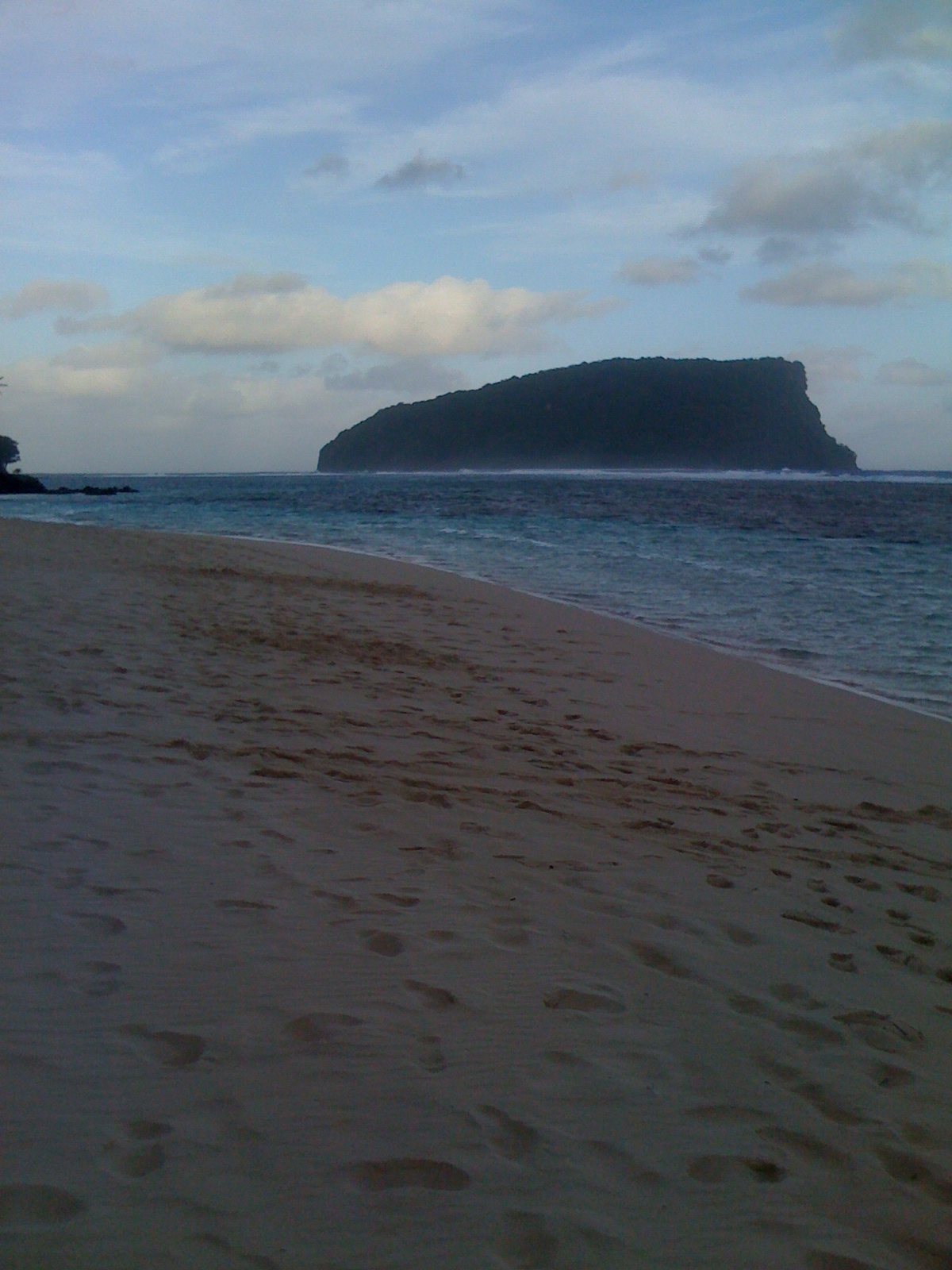
Острів Ну-утеле

Ну-утеле - острів, який є кільцем вулканічного туфу. Острів знаходиться  за 1.3 км від східного краю острова Уполу (Самоа) і  є найбільшим з чотирьох островів Алейпата (1,15 км2 (0,44 миля2) .
Ну-утеле разом Ну-улуа, найменшим островом у групі Алейпати, є важливими природоохоронними територіями для місцевих видів птахів. Острів Ну-утеле має крутий рельєф із вертикальними морськими скелями висотою до 180 м заввишки. 
Острів Ну-утеле відомий особливо завдяки мальовничим видам, якщо дивитися від популярного пляжу Лаломану на сусідньому острові Уполу, через воду.